# Ягдор (сельское поселение Вотча)
Ягдор (коми Ягдор) — деревня в Сысольском районе Республики Коми. Входит в состав сельского поселения Вотча.

## География
Деревня находится на правом берегу реки Сысола, на расстоянии 13 км (по прямой) к востоку от села Визинга, административного центра района  на восток.

### Часовой пояс
Деревня Ягдор, как и вся Республика Коми, находится в часовой зоне МСК (московское время). Смещение применяемого времени относительно UTC составляет +3:00.

## История
Деревня впервые упоминается в 1586 году.

## Население
| 2010 |
| ---- |
| 24   |

### Национальный состав
Согласно результатам переписи 2002 года, в национальной структуре населения коми составляли 73 % из 41 чел.